# Monique Wittig
Monique Wittig (Dannemarie, 13 luglio 1935 – Tucson, 3 gennaio 2003) è stata una poetessa, saggista, teorica femminista e docente universitaria francese.

## Biografia
Nata nell'Alto Reno, nel 1950 si trasferisce a Parigi per studiare alla Sorbona. Nel 1964 pubblica il suo primo romanzo, L'Opoponax, che conquista subito attenzione in Francia ricevendo nello stesso anno il premio Prix Médicis. In seguito alla traduzione in inglese dell'opera ottiene il plauso della critica internazionale.
È fra le fondatrici del Mouvement de Libération des Femmes (FML). Il 26 agosto 1970, assieme ad altre femministe, Wittig depone una corona di fiori sotto l'Arco di Trionfo, "in onore di qualcuno che è ancora più ignoto del Milite Ignoto: sua moglie". Questa azione simbolica è considerata un evento centrale del femminismo francese. Sempre nel 1970 prende parte alla nascita dei gruppi Petites Marguerites e Féministes Révolutionnaires. L'anno successivo, tuttavia, fonda con Marie-Jo Bonnet, Christine Delphy e altre femministe lesbiche il primo gruppo lesbico di Parigi, Gouines Rouges.
Collabora con la rivista del femminismo materialista francese, Questions féministes, fondata nel 1977 da Simone de Beauvoir, dalla quale tuttavia prenderà le distanze nel 1981, a causa di dissidi interni alla redazione relativi al rapporto fra femminismo e lesbismo, per fare il suo ingresso nella redazione della rivista statunitense Feminist Issues.
Nel 1976 lascia Parigi con la compagna Sande Zeig, per trasferirsi negli Stati Uniti, dove insegna presso l'Università della California a Berkeley (1976-1977 e 1987-1988), l'Università del Maine (1977-1978), l'Università di New York (1981-1982), la University of Southern California (1983-1984), l'Università Duke (1986-1987) ed il Vassar College (1988-1989).
Nel 1986 consegue il Dottorato di ricerca all'École des Hautes Études en Sciences Sociales, dopo aver completato la tesi dal titolo Le Chantier littéraire. In questo studio, portato avanti sotto la direzione di Gérard Genette, Wittig riflette sul processo della scrittura, riprendendo anche le sue opere, come Le guerrigliere o L'Opoponax. Il saggio si conclude con una riflessione sul rapporto che intercorre fra il genere grammaticale e il genere inteso invece come costrutto culturale. L'opera rappresenta inoltre un omaggio a Nathalie Sarraute. Più volte rimaneggiata, la tesi viene pubblicata postuma solo nel 2010.
Nel 1990 ottiene la cattedra presso l'università dell'Arizona, in Letteratura francese e Women's Studies. 

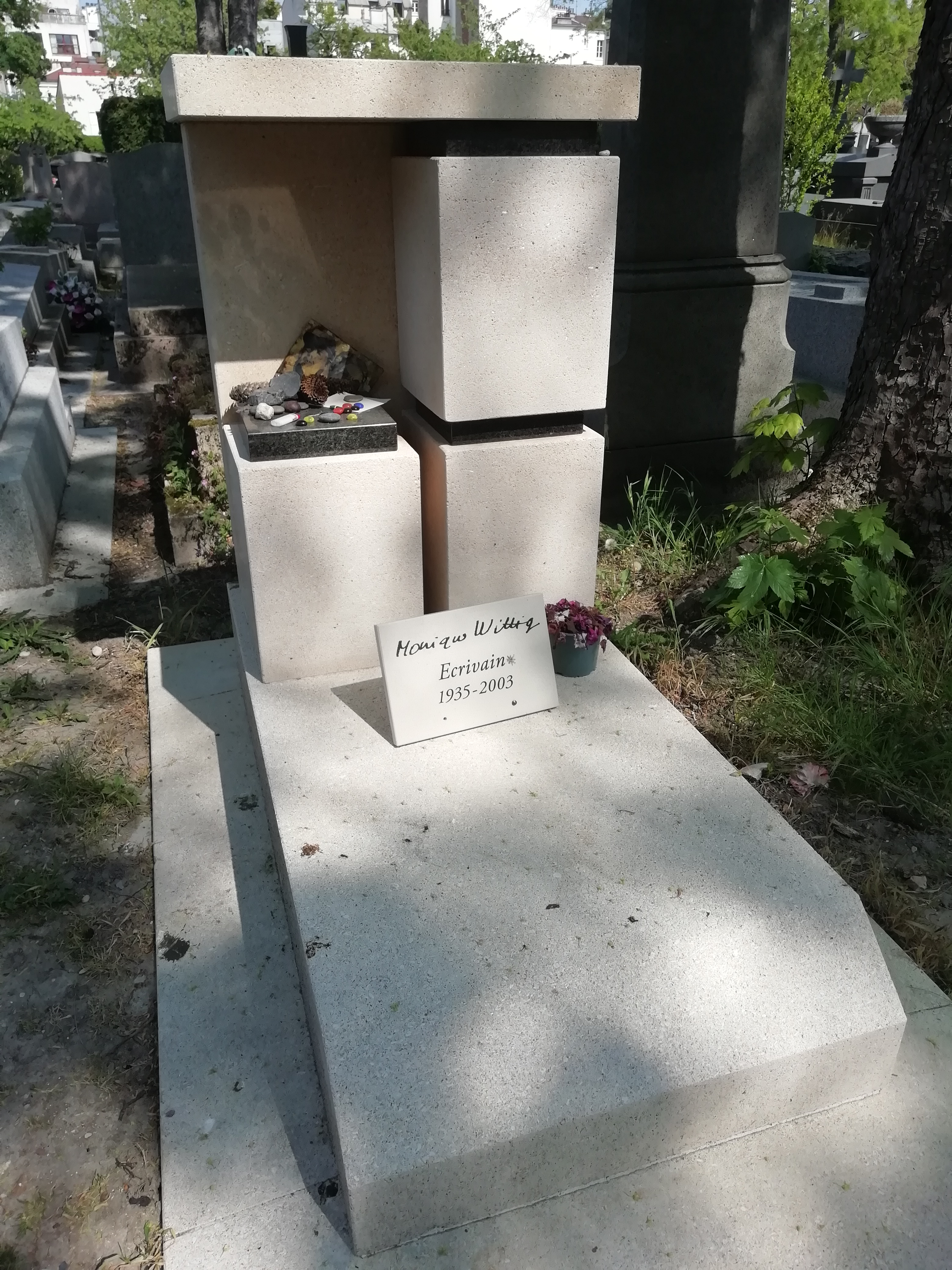
Tomba di Monique Wittig

Muore a Tucson, nel 2003, a 67 anni per un attacco di cuore.

## Pensiero

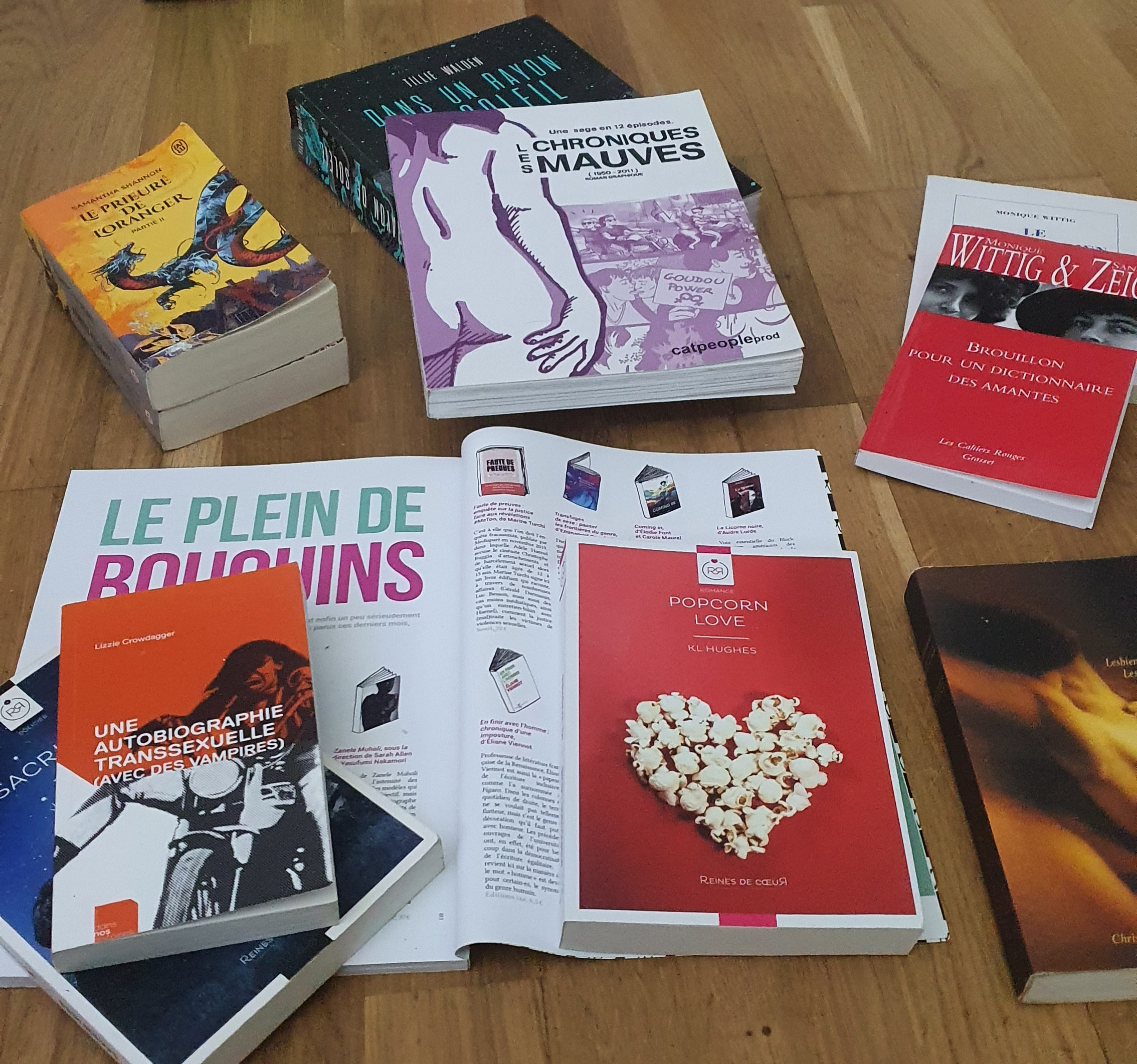
Insieme di libri tutti appartenenti alla letteratura lesbica, in cui sono presenti anche scritti di Monique Witting e la fidanzata Sande Zeig

L'opera di Monique Wittig è da ascrivere alla corrente materialista del femminismo francese, profondamente anti-essenzialista. Per il femminismo materialista, l'origine dell'oppressione delle donne non deve essere ricercata in nessuna natura specifica della donna, sia essa biologica o psicologica, bensì nell'organizzazione sociale ed economica. Le femministe materialiste si sono quindi concentrate sull'analisi delle "relazioni sessuali" come una relazione tra classi sociali antagoniste (la classe degli uomini e la classe delle donne), e non tra gruppi biologici. La prospettiva politica che ne deriva è dunque rivoluzionaria, perché la lotta delle classi di sesso deve portare alla scomparsa di queste classi e quindi del genere.

Sulla base di questi presupposti, Monique Wittig si definisce lesbica radicale, alludendo con ciò non solo alle scelte erotiche e sentimentali, ma innanzitutto a quelle politiche. Questo posizionamento si riflette su tutto il suo lavoro letterario e teorico-politico.
(1971)
Il peculiare femminismo lesbico materialista di Wittig si articola in due momenti fra loro interconnessi: il primo è la denuncia del "mito della Donna", il secondo è la denuncia del "sistema sociale eterosessuale". Ad accomunare i due momenti è l'esortazione alla sovversione di entrambi, attraverso "la distruzione dell’eterosessualità come sistema sociale che si fonda sull’oppressione delle donne da parte degli uomini, e che produce la dottrina della differenza tra i sessi per giustificare questa oppressione".
Secondo Wittig, la categoria "donna" è infatti una produzione eterosessuale e patriarcale che può esistere solo in funzione della categoria "uomo" . La categoria "donna" è stata creata da e per il dominio maschile; di conseguenza, una donna che rifiuta di sottostare ai criteri della femminilità conformi all'eterosessualità non è propriamente una donna, bensì una lesbica. Wittig si spinge così a invitare tutte le donne a diventare "lesbiche", inteso anche questo come concetto politico, e come forma di identificazione politica (in quanto dis-identificazione dalla "donna") sganciata dal mero orientamento sessuale e intesa come momento necessario alla liberazione effettiva di ogni donna. Secondo Wittig, le lesbiche sono disertori della loro classe sessuale, e si affrancano proprio come gli schiavi cimarroni sfuggendo alla schiavitù.
della “donna”. Ma questo è un problema che non riguarda più le lesbiche, grazie al loro cambio di prospettiva. Ecco perché sarebbe scorretto dire che le lesbiche sono donne che si associano, fanno l’amore, vivono con altre donne. “Donna” è una parola che ha senso solo nei sistemi di pensiero ed economici eterosessuali. E le lesbiche non sono donne.»
(Monique Wittig, Il pensiero eterosessuale, p. 53.)
Nel corso delle sue riflessioni, Wittig sviluppa inoltre una critica nei riguardi del marxismo, ritenuto limitante nei riguardi di ogni lotta volta all'emancipazione di gruppi sociali non riducibili alla "classe" in senso marxiano e, contemporaneamente, una critica del femminismo, ritenuto limitante nei riguardi della messa in discussione del "sistema sociale eterosessuale".

### The Straight Mind and Other Essays
La silloge The Straight Mind and Other Essays, che raccoglie testi scritti da Monique Wittig fra il 1976 e il 1990, è stata pubblicata dalla casa editrice Beacon Press di Boston nel 1992, ed è stata tradotta per la prima volta in italiano, in versione integrale, solo nel 2019 da Federico Zappino per la casa editrice Ombre corte di Verona, benché una traduzione del singolo contributo dal titolo The Straight Mind fosse già stata realizzata da Rosanna Fiocchetto e pubblicata su "Bollettino del CLI - Collegamento Lesbiche Italiane" nel 1990. Nella prima parte dell'opera, Monique Wittig espone la sua peculiare teoria materialista, che ella stessa definisce lesbismo materialista; nella seconda si concentra invece sul linguaggio e la scrittura. Il titolo dell'opera in inglese, The Straight Mind, deriva dal titolo di una conferenza tenuta a New York nel 1978 alla Modern Language Association, il cui testo viene pubblicato nel 1980 sulla rivista Feminist Issues. L'espressione The Straight Mind designa il pensiero (o razionalità) eterosessuale e considera l'eterosessualità nei termini di un regime politico e non come un semplice orientamento sessuale. Secondo Wittig, una simile razionalità starebbe all'origine dei concetti di "donna", "uomo" e "differenza" e comporterebbe l'idea di una relazione eterosessuale obbligatoria tra "donna" e "uomo". In questo testo, la differenza sessuale viene identificata come un dogma filosofico e politico e il concetto di "donna" come una posizione determinata ideologicamente, economicamente e politicamente. La teoria di Wittig nega pertanto la naturalità dell'eterosessualità e invita alla rottura del "contratto sociale eterosessuale", ritenendo che questo stia alla base della società patriarcale e che, allo stesso tempo, la riproduca. Il sistema sociale eterosessuale, secondo Wittig, genera necessariamente le categorie binarie dell'"uomo" e della  "donna". Quest'ultima, in particolare, sarebbe stata creata all'interno della dominazione eterosessuale-maschile, e da quest'ultima. Secondo Wittig, solo le lesbiche possono sfuggire e rifiutarsi di sottomettersi. Il lesbismo mette in questione politicamente la società eterosessuale e le sue categorie sessuali. In questo contesto il lesbismo diventa un atto di resistenza e le lesbiche sono "fuggitive" dalla loro classe di sesso. In quest'opera, Wittig sostiene una forte posizione universalista con importanti implicazioni filosofiche: l'avvento del soggetto individuale e la liberazione del desiderio richiedono l'abolizione delle categorie di sesso.

## Narrativa
La scrittura letteraria di Monique Wittig rompe con le forme tradizionali. In particolare, rielabora i generi consacrati dal canone letterario, come l'epica o il romanzo di formazione, e si appropria, stravolgendole, anche di forme codificate come quella del dizionario. L'uso particolare dei pronomi risponde a un desiderio di rinnovarne l'uso, soprattutto per quanto riguarda i generi. In particolare il pronome elles (esse), onnipresente in Le guerrigliere; il pronome "on" (si) in L'Opoponax e la scrittura fratturata del "j/e" nell'opera Il corpo lesbico, che testimonia il desiderio di decostruire il genere grammaticale che corrisponde al genere come categoria sociale.

### L'Opoponax
Opera prima di Wittig, pubblicata nel 1964, L'Opoponax si distingue per la singolare sperimentazione linguistica volta alla sostituzione dei pronomi personali con il pronome impersonale “on” (si) che, a differenza di “il” o “elle”, non è marcato dal genere. Con l'uso di on, l'autrice colloca i personaggi al di fuori della divisione eterosessuale uomo/donna e la annulla per tutto libro. Il romanzo riceve il prix Médicis.

### Le guerrigliere
Pubblicato nel 1969, Le guerrigliere è un romanzo-epico con cui Wittig inventa un mondo libero dall'eterosessualità. In questo testo cerca di universalizzare il punto di vista di elles (esse), non per femminilizzare il mondo, ma per rendere obsolete le categorie di sesso nel linguaggio. L'epopea narrata segue il modo di vivere di una comunità esclusivamente femminile e riporta i loro riti, le loro credenze e le loro leggende, affermando un'eredità comune condivisa dalle lesbiche.

### Il corpo lesbico
Pubblicata nel 1973, esplora i temi del corpo e della sessualità lesbica. Il punto di vista lesbico viene visto come necessario per sfuggire al sistema eterosessuale e rovesciarlo. Il soggetto è qui indicato come "j/e" (i/o).

### Appunti per un dizionario delle amanti
Scritto nel 1975 durante un viaggio in Grecia insieme a Sande Zeig, nasce su proposta della casa editrice Grasset per un dizionario femminista. Questa opera scritta a quattro mani è deliberatamente incompiuta, è un anti-dizionario che assume la parzialità e l'incompletezza come dimensioni ineludibili di un sapere che non è conchiuso.

### Virgil, non
Pubblicato 1985. Le figure principali dell'opera sono l'autrice e Manastabal (la sua guida), che viaggiano in gironi simili a quelli della Divina Commedia di Dante, ma nella contemporanea San Francisco. «[...] il libro parla dell’inferno in terra in cui le “anime dannate” sono i corpi vivi delle donne, del limbo in cui le “schiave fuggiasche” possono trovare scampo nell’illusione della libertà, di un paradiso tanto difficile da raggiungere quanto esaltante nella sua utopia».

### Altre opere
La raccolta Paris-le politique et autres histoires raccoglie diversi racconti scritti tra il 1963 e il 1985. Ha scritto anche per il teatro, come l'opera Le Voyage sans fin realizzata in collaborazione con Sande Zeig. Questo testo è una riscrittura lesbica del Don Chisciotte.

## Premi e riconoscimenti
- Nel 1964 riceve il Prix Médicis per il suo primo romanzo " L'Opoponax".[31]

## Opere principali
- L'Opoponax (1964), trad. it. di Clara Lusignoli, Einaudi, Torino 1966.
- Le guerrigliere (1969), trad. it di Ana Cuenca, Lesbacce incolte, Bologna, 1996.
- Il corpo lesbico (1973), trad. it. di Elisabetta Rasy, Edizioni delle Donne, Milano 1976.
- Appunti per un dizionario delle amanti, con Sande Zeig, (1976), trad. it. e cura di Onna Pas, Meltemi Editore, Milano 2020.
- The straight mind, Feminist Issues n. 1, 1980, trad. it. di Rosanna Fiocchetto, "Bollettino del CLI", 1990.
- Le Voyage Sans Fin (1985), Gallimard, 2022
- Virgile, non (1985), trad. it. di Rosanna Fiocchetto, Il Dito e la Luna, Milano 2006, ISBN 88-86633-34-3.
- Il pensiero eterosessuale (1992), trad. it., cura e postfazione di Federico Zappino, Ombre corte, Verona 2019 (ristampa 2021, ISBN 9788869481260); Il pensiero straight e altri saggi, traduzione ed edizione a cura del collettivo La lacuna, 2019.
- Paris-la-Politique (1999), Bayard Presse, ISBN 9782867446979.
- Le Chantier littéraire, Presses universitaires de Lyon et Éditions IXe, 2010.

## Nella cultura di massa
- Estratti di Il corpo lesbico sono stati stampati su magliette di cultura shock negli anni '80.
- Nel Manifesto contro-sessuale di Paul B. Preciado, l'autore elenca i principi della società contro-sessuale: in particolare, nell'articolo 13 di questi principi scrive che: "...gli organi parlanti sono chiamati postbodies o wittigs" (ovviamente in riferimento alla declassificazione della Wittig dei corpi eterosessuali).[32]
- In una scena comica nel romanzo spagnolo postmoderno Yo-Yo Boing!, Monique Wittig appare in un cameo mentre discute con l'autrice Giannina Braschi sui film di Fellini Fellini Satyricon e Giulietta degli spiriti.[33]
- Il film The Girl di Sande Zeig, compagna di Monique Wittig, è l'adattamento cinematografico del suo primo racconto breve inglese.[34]
- Il film Anime erranti, di André Téchiné, è dedicato alla memoria di Monique Wittig.[35]
- L'app Opoponax è un'app web del 2015 creata da Sande Zeig, chiaramente riferita al romanzo della defunta compagna.[36]
- In Comunismo queer di Federico Zappino (Meltemi Editore 2019), il capitolo dal titolo "L'eterosessualità, matrice della nostra oppressione" è dedicato a Monique Wittig e si apre con questo esergo: "Tutto ciò, in altre parole, significa che per noi non è più possibile continuare a essere donne e uomini; e significa anche che 'donne' e 'uomini', intesi come classi e come categorie di pensiero e di linguaggio, devono sparire, politicamente, economicamente, ideologicamente. Se in quanto lesbiche e gay continuiamo a parlare e a concepirci come donne e come uomini, infatti, diventiamo funzionali al mantenimento dell’eterosessualità".